# اس‌اس کاتالا
اس‌اس کاتالا (به انگلیسی: SS Catala) یک کشتی بود که طول آن ۲۲۹ فوت (۷۰ متر) بود. این کشتی در سال ۱۹۲۵ ساخته شد.